# Abaschewo-Kultur
Die archäologische Abaschewo-Kultur existierte zwischen 2500 und 1800 v. Chr. in der Bronzezeit Zentralrusslands. Sie wurde durch die mit Grabbeigaben ausgestatteten Hügelgräber und ihre Siedlungen bekannt. Der Abaschewo-Kulturraum beeinflusste weitere Kulturen des eurasischen Raumes.

## Allgemeines
Der namengebende Fundort Abaschewo liegt südlich der oberen Wolga, etwa 100 km westlich von Kasan, nahe Tscheboksary. Viele Kunstelemente dieser Kultur erinnern an die Schnurkeramik. Verschiedene Jamnaja- und Katakombengrab-Gruppen nahmen Einfluss auf den Kulturraum.

## Siedlungsgebiete
Die Siedlungen wurden vor allem in wenig bewaldeten Gegenden gefunden; es finden sich ebenfalls Hinweise auf Siedlungen im bewaldeten Mündungsbereich des Wetluga sowie in Gebirgsregionen des Ural. Das etwa 1000 km × 300 km große Siedlungsgebiet der Abaschewo-Kultur lässt sich geographisch in drei Gruppen unterteilen:
- die Don-Wolga-Gruppe,
- die Mittel-Wolga-Variante zwischen Wolga und Südural sowie
- die Südural-Variante zwischen Südural und dem Fluss Tobol.

Verwandte Völker des gleichen Kulturraumes lebten im Bereich der mittleren Wolga sowie der Wasserscheiden von Don und Wolga. Die Balanbasch, die ebenfalls der Abaschewo-Kultur angehörte, waren im Ural beheimatet. Sie zeigten jedoch wesentliche Unterschiede zur klassischen Abaschewo-Kultur und gehörten einem größeren Kulturraum an.

## Archäologische Spuren

### Siedlungen
Insgesamt wurden etwa 50 Siedlungen entdeckt, doch nur in zehn finden sich brauchbare Fundstücke in auswertbarer Zahl. Die Siedlungen der Ural-Abaschewo-Kultur befinden sich meist im vorderen Bereich der ersten Stufe einer Flussterrasse oder in höher gelegenen Tälern. In zwei Fällen konnte bei Siedlungen eine einfach angelegte Verteidigungseinrichtung nachgewiesen werden. Die größte Siedlung besaß eine Fläche von einigen tausend Quadratmetern. Archäologische Untersuchungen ergaben, dass eine durchschnittliche Niederlassung aus einem bis zu drei Häusern bestand. Archäologen gehen davon aus, dass die Häuserzahl vermutlich größer war, da viele Gebäude aufgrund fehlender Fundstücke nicht mehr erkennbar sind.
Abaschewo-Bauten wurden aus Holz errichtet. Dessen Verfügbarkeit schränkte die Bauweise ein. Wohnhäuser besaßen Maße zwischen 6 × 6,5 und 13 × 14 Metern. Hierbei fällt auf, dass alle Gebäude trotz unterschiedlicher Größe ähnliche Bauweise aufweisen. Da in den kleineren Gebäuden mehr metallische Gegenstände gefunden wurden, kann vermutet werden, dass der Größenunterschied auf unterschiedliche Nutzung hindeutet. Am Boden einzelner Häuser lassen sich in einigen Fällen Feuerstellen und Vertiefungen, die eventuell Vorratsräume darstellten, ausmachen.
Typische Fundstücke aus der Abaschewo-Kultur sind Tonscherben und Tierknochen. So wurden Krüge, Schalen, Kannen und Gefäße mit scharf ausgeformten Schultern gefunden. Charakteristisch für diese Gegenstände ist die spezielle Gestalt der Außenzone. Sie besitzt ein innenliegendes Gitter. Bis auf wenige Einzelstücke waren die gefundenen Gefäße dekoriert. Meist handelt es sich hierbei um Abdrücke oder Linien, die von Kämmen erzeugt wurden. Einige besitzen Vertiefungen, geometrische Formen oder Linien. Vermutlich handelt es sich hierbei um Dekorationen, die auf der Kleidung angebracht waren.
Es wurden Reste von Stößeln, Schleifgeräten und Tiegeln gefunden. Applikationen in Form von Rosetten, die sich auf der Kleidung oder auf dem Haar befestigen ließen, scheinen ebenfalls typisch für die Kultur gewesen zu sein. Hierzu kamen Ringe, Anhänger und Armreife. Hierbei muss berücksichtigt werden, dass die verfügbare Literatur oft den Reichtum an Metallgeräten und Metallschmuck einzelner Funde übertrieben darstellt. Sicher ist, dass die Abaschewo-Kultur ein wichtiges Zentrum der Metallurgie im südlichen Ural war. Hierzu verhalfen ihr die kupferhaltigen Erze der Region.

### Grabstätten
Bekannter und für viele Archäologen aussagekräftiger als die Siedlungen sind die Begräbnisstätten. Diese bestehen meist aus „Friedhöfen“ mit bis zu zehn Grabhügeln. Die höchste Zahl entdeckter Grabhügel auf einer Fläche lag bei 25. Der überwiegende Teil der untersuchten Grabhügel barg männliche Leichname. Zahlreiche Gräber, vermutlich höhergestellter Persönlichkeiten, enthielten Grabbeigaben. Diese Auffälligkeit findet sich besonders bei Gräbern aus dem Bereich des Don: Friedhöfe von Filatowka und Wlassowo.
Die Toten wurden in der Regel in Rückenlage mit angewinkelten Knien bestattet. Ein Grabhügel enthielt meist mehrere Gräber. Teilweise begruben die Bewohner ihre Toten sogar in Grabhügeln anderer Kulturen. In einigen Gräbern lassen sich Spuren von einem Boden aus Birkenholz erkennen. Wände und Decken besaßen eventuell eine Holzabdeckung. Einige Gräber wiesen zusätzlich eine Umfriedung auf, die entweder aus Stein oder aus Holz errichtet wurde. Die Gräber besaßen kaum Ausschmückungen, lediglich in wenigen Fällen wurden Gefäße mit gemahlenen Muscheln, Tierknochen oder in Ausnahmefällen Metallgegenstände (Armbänder und Ringe, Meißel, Dolche, Sicheln, Ösen oder Haken) ins Grab gegeben.
Einen spektakulären Fund bietet das Grab von Pepkino. In ihm wurden 28 Männer, die eines gewaltsamen Todes gestorben waren, beigesetzt. Einige wiesen am Kopf Spuren von Axthieben auf.

## Sozialleben
Die entdeckten Tierknochen lassen Rückschlüsse auf die Ernährung der Bewohner zu. Zwischen 68 und 79 % der Knochen stammten von Rindern, gefolgt von Schafs- und in geringem Umfang Schweineknochen. Anders als in vielen anderen Kulturen der Bronzezeit fanden Archäologen bei der Abaschevo-Kultur nur wenige Pferdeknochen, obwohl Pferdegeschirre entdeckt wurde. Hieraus leiten sie einen Hinweis auf eine stabile, ausgewogene Lebensweise, wie sie beispielsweise bei einem mit Vorräten ausgestatteten Winterlager zu erwarten ist, ab.
Den Anteil an Schweineknochen erklären die Archäologen durch primitiv betriebene Landwirtschaft der Siedler. Als Besonderheit ergibt sich, dass ein erhöhter Anteil an Schweineknochen nur im Bereich des Cis-Urals beobachtet wird, da nur hier Eichenwälder vorhanden waren. Eicheln dienten als Schweinefutter.

## Einfluss auf andere Kulturen
Die Abaschewo-Kultur hat Einfluss auf zahlreiche andere Kulturen der mittleren Bronzezeit Eurasiens. Hierbei ist die Art und Weise, wie diese Einflussnahme stattgefunden hat, noch nicht endgültig geklärt. So wanderten beispielsweise die Seima-Turbino in das Gebiet ein, dass von Angehörigen dieses Kulturraumes besiedelt war. Es finden sich keine Hinweise auf kriegerische Auseinandersetzungen. Im Gegensatz dazu besitzt der Grabhügel von Pepkino eindeutige Hinweise auf einen kriegerischen Konflikt zwischen Abaschevo- und den in Waldgebieten lebenden Balanovo-Kultur.
Die Abaschewo-Kultur wurde von der Srubna-Kultur assimiliert, die sie später ersetzte.